# Ahmada Ag Bibi
Ahmada Ag Bibi est un homme politique malien, issu de la communauté des touaregs ifoghas du Mali. Il est élu député d'Abeïbara à l'assemblée nationale malienne en 2007, 2013 et 2020. Proche d'Iyad Ag Ghali, il est membre du groupe armé djihadiste Ansar Dine de 2012 à 2013.

## Biographie
Il rejoint la rébellion touarègue de 1990, combattant avec Iyad Ag Ghali au sein du Mouvement populaire de l'Azawad. Il fonde en 2006, avec Iyad Ag Ghali, Hassan Ag Fagaga et Ibrahim Ag Bahanga, l'Alliance démocratique du 23 mai pour le changement (ADC) afin d'obtenir un statut particulier pour la région de Kidal. Après la rébellion touarègue de 2006, il négocie les accords d'Alger qui mettent fin au conflit. Il rejoint en 2007 l'Adema-PASJ, alliée au président Amadou Toumani Touré, et est élu député aux élections législatives.  
Au déclenchement de la rébellion touarègue de 2012, il devient membre d'Ansar Dine. Après la chute d'Ansar Dine, il rejoint le Haut conseil pour l'unité de l'Azawad. Les poursuites contre lui sont levées le 29 octobre 2013, avant les élections législatives du 25 novembre 2013. Sous l'étiquette du Rassemblement pour le Mali d'Ibrahim Boubacar Keïta, il est élu avec 96,69 % des voix. Il est réélu lors des élections législatives de 2020 avec 91,53 % des voix.
Il joue un rôle très important d'intermédiaires avec les groupes djihadistes dans les libérations d'otages au Sahel, notamment ceux d'Arlit (libérés en 2013), ainsi que Sophie Pétronin et Soumaïla Cissé,,.